# パウリーノ・アルカンタラ
パウリーノ・アルカンタラ・リエストラ（スペイン語: Paulino Alcántara Riestrá , 1896年11月7日 - 1964年2月13日）は、フィリピン出身のスペイン系フィリピン人のサッカー選手、サッカー指導者。ヨーロッパで成功した最初のアジア人選手である。
キャリアの大半をFCバルセロナで過ごし、通算369ゴールはリオネル・メッシに次ぐクラブで第2位の記録である。しかし、これはFCバルセロナ独自の統計によるものであり、スペインサッカー界がプロ化される前の時代に活躍したアルカンタラに関する第三者の統計では、それぞれにばらつきがある。

## 経歴
1896年、スペイン領東インドのイロイロの出身でフィリピン駐留スペイン軍兵士の父と、先住民族イロンゴ人の母との間に生まれたメスティーソであった。スペインのバルセロナで育ち、ACガレノでプレイした後、ジョアン・ガンペールによって見出されFCバルセロナと契約した。
トップデビューは15歳の時、1912年2月25日のカタルーニャ選手権のカタルSC戦。この試合でアルカンタラはハットトリックを決めている。1913年はコパ・デル・レイとカタルーニャ選手権の2冠、1916年はカタルーニャ選手権優勝に貢献した。
1916年にアルカンタラの両親は息子を連れて、フィリピンに帰国することを決めた。フィリピンでは医学を学びつつ、マニラのボヘミアンズSCでプレイしていた。アルカンタラの退団以降タイトルから離れていたFCバルセロナは彼の復帰を懇願しており、本人もこれに乗り気だったが、彼の両親がこれを阻んだ。1917年にマラリアを患ったアルカンタラは、スペインへの帰国を両親が認めてくれるまで、処方された薬を飲むことを頑なに拒んだという。
1918年にFCバルセロナに戻った後、元チームメイトでもある監督ジャック・グリーンウェルは当初アルカンタラをディフェンダーとして起用を試みたが、ファンからの抗議によってフォワードに戻した。1920年にはクラブはコパ・デル・レイとカタルーニャ選手権のダブルを達成した。コパ・デル・レイ決勝ではアスレティック・ビルバオに対してゴールを上げ、2-0で勝利した。この時期がクラブの最初の黄金期と目されている。1922年コパ・デル・レイ決勝ではレアル・ウニオンを5-1で破り、アルカンタラ自身も2ゴールを挙げた。1926年の決勝では3-2で勝利し、この時もゴールを挙げている。

### 代表でのキャリア
1915年に初めてカタルーニャ代表としてプレイ。1924年までに少なくとも6試合に出場して、4ゴールを挙げた。しかしこの時代の記録は必ずしも正確ではないため、より多くの試合に出場したりゴールを挙げた可能性もある。
フィリピン帰国中の1917年にはフィリピン代表に選ばれ、5月に東京で開かれた第3回極東選手権に出場。日本代表戦では先制点を決めて15-2の勝利に貢献した（フィリピン代表の最大差勝利試合であり、日本代表の最大差敗戦試合でもある）。同大会では卓球競技のフィリピン代表としても出場した。
1920年にサモラ、サミティエル、サスマガらとともにスペインのオリンピック代表に選ばれたが、医学試験の勉強のためにこれを辞退。
1921年10月17日、25歳の時にベルギー代表との試合でスペイン代表デビューを果たし、2ゴールを挙げて2-0で勝利した。その後、1921年から1923年までに5試合に出場して6ゴールを挙げている。

### 引退後
1927年に31歳で引退した後は医師に転身した。1931年から1934年までFCバルセロナのクラブディレクター、1951年にスペイン代表監督を務めた。1964年にバルセロナで没した。

## 獲得タイトル
- コパ・デル・レイ: 5 
  - 1912-13, 1919-20, 1921-22, 1924-25, 1925-26
- カタルーニャ選手権: 10 
  - 1912-13, 1915-16, 1918-19, 1919-20, 1920-21, 1921-22, 1923-24, 1924-25, 1925-26, 1926-27

## 代表での得点

### スペイン代表
| #  | 年月日        | 開催地                                  | 対戦チーム | 得点 | 結果 | 大会     |
| -- | ------------- | --------------------------------------- | ---------- | ---- | ---- | -------- |
| 1. | 1921年10月9日 | サン・マメス, ビルバオ                  | ベルギー   | 1–0  | 2–0  | 親善試合 |
| 2. | 1921年10月9日 | サン・マメス, ビルバオ                  | ベルギー   | 2–0  | 2–0  | 親善試合 |
| 3. | 1922年4月30日 | Stade Sainte-Germaine（fr）, ル・ブスカ | フランス   | 1–0  | 4–0  | 親善試合 |
| 4. | 1922年4月30日 | Stade Sainte-Germaine（fr）, ル・ブスカ | フランス   | 2–0  | 4–0  | 親善試合 |

### フィリピン代表
| # | 年月日        | 開催地 | 対戦チーム | 得点 | 結果 | 大会               |
| - | ------------- | ------ | ---------- | ---- | ---- | ------------------ |
| 1 | 1917年5月10日 | 東京   | 日本       | 1–0  | 15–2 | 極東選手権競技大会 |
| 2 | 1917年5月10日 | 東京   | 日本       | ?–?  | 15–2 | 極東選手権競技大会 |